# 레갈프봉
피츠 레갈프(Piz Lagalb, [ˌpitslɐˈgalp] (도움말·정보))는 또는 레갈프봉은 스위스 그라우뷘덴주에 위치한 베르니나 고개가 내려다보이는 리비뇨 알프스의 산이다. 정상은 해발 2,959m로 겨울에는 스키장으로 사용된다. 날씨가 좋으면 전망이 돌로미티산맥까지 확장된다. 파갈프봉은 미노르 계곡과 베르니나 계곡으로 둘러싸여 있다.
산은 1963년부터 상부 엥가딘의 베르니나 계곡에서 케이블카를 타고 겨울 스포츠를 즐길 수 있게 되었다. 생모리츠에서 티라노까지 가는 베르니나 철도의 베르니나 레갈프역은 2,107m 높이의 케이블카 계곡 역 바로 근처에 있다. 해발 2,893m의 산역에는 탁 트인 테라스가 있는 레스토랑이 있다. 스키 시즌 외에는 케이블카와 레스토랑이 운영되지 않는다.
수익성이 없는 레갈프 철도는 원래 “전략 2030”의 일환으로 54년 만에 2015/16 겨울 말에 중단될 예정이었다. 그러나 이 케이블카를 보존하기 위해 프로 레갈프 그룹이 설립되었으며, 2016년 6월까지 보존을 위해 약 CHF 5백만을 모으기를 원했다. 그동안 레갈프 케이블카는 디아볼레차 케이블카와 함께 피츠 나이어 AG가 구입했다. 2017년 6월에 디아볼레차 레갈프 AG로 이름이 변경되었다. 이렇게 하여 레갈프봉에 계속 운영을 할 수 있었다.